# Aurélien Taché
Aurélien Taché (26 de mayo de 1984, Niort, Francia) es un político francés miembro de  La République en marche! y diputado de Val-d'Oise desde el 21 de junio de 2017, es parte de la Comisión de Asuntos Sociales en la Asamblea Nacional de Francia.

## Primeros años
Aurélien Taché nació de una madre cuidadora y un padre servidor público local. Detiene sus estudios en tercer grado y luego hace un aprendizaje de fontanería. A los 19 años, se matriculó en estudios de derecho público en la Universidad de Limoges. Durante sus estudios, participó activamente en el sindicalismo estudiantil y se convirtió en presidente de UNEF Limoges.

## Carrera profesional
En 2010, pasó el concurso de attaché territorial. Nombrado para el Consejo Regional de Île-de-France, estuvo a cargo de la política de lucha contra la exclusión.
Desarrolla contactos regulares con jóvenes demócratas progresistas en Túnez, después de la revolución de 2011. También asesora a Emmanuel Macron durante su viaje a Túnez durante la campaña presidencial de 2017.
En 2014, se convirtió en asesor de los ministros de vivienda Sylvia Pinel y Emmanuelle Cosse. Está a cargo de viviendas para personas sin hogar, alojamiento para personas desfavorecidas, alojamiento para viajeros y recepción de refugiados.
Después de estar comprometido con el Partido Socialista, renunció en 2016 para unirse al movimiento La République en marche ! y contribuye al desarrollo del programa de Emmanuel Macron sobre vivienda y lucha contra la pobreza.
Según Le Monde, forma parte de una pequeña decena de diputados que forman « la guardia adelantada de Emmanuel Macron, en el Palacio-Borbón como en los medios de comunicación. Los jenízaros dedicados en cuerpo y alma al Jefe de Estado, que sólo dependen de él, son responsables sólo ante él».

### Plan sobre la integración migratoria
El 20 de septiembre de 2017, el Primer Ministro francés Édouard Philippe le confía una misión temporal, cuyo objetivo es revisar la política de integración migratoria. Para febrero de 2018, su trabajo había durado seis meses y consistido en 200 audiencias. El plan elaborado por Aurélien Taché sería la tercera parte de la reforma de la ley de asilo e inmigración francesa que preparaba el ministro del interior, Gérard Collomb. Respecto a su postura política en el tema, Taché se expresa de la siguiente manera:
«Soy un defensor del derecho de asilo y quiero mostrar que nuestra política no es solamente expulsar sino también integrar mejor.»
Sin embargo, su papel dentro de las propuestas para complementar la ley de asilo e inmigración en Francia ha recibido críticas, en donde se le tacha de ser "el aderezo" de una propuesta de ley señalada por su rigidez con los solicitantes de refugio. El periódico francés Le Monde lo ha llamado «le visage social de la politique migratoire» (la cara social de la política migratoria).